# Anbang Insurance Group
Anbang Insurance Group is een Chinese holding waarvan de dochterbedrijven meestal actief zijn in de financiële wereld, meer bepaald in de bank- en verzekeringssector.

## Achtergrond
De onderneming werd in 2004 in Peking opgericht door Wu Xiahou en hield zich lokaal bezig met eigendomsverzekeringen. Het hoofdkantoor bevindt zich nog steeds in deze regio. Tot de oprichters behoorden onder andere de Chinese staatsautoconstructeur Shanghai Automotive Industry Corporation, met een aandeel van 20%. In 2005 verwierf de staatsonderneming Sinopec een aandeel van 20%.
Begin 2018 had de groep een balanstotaal van 1971 miljard renminbi (ca. US$300 miljard). Na Ping An Insurance is het de grootste verzekeraar van het land. Anbang heeft meer dan 30.000 werknemers in China en biedt een ruim assortiment aan financiële en verzekeringsproducten.
De Financial Times omschreef Anbang als China's meest gepolitiseerde onderneming. Wu had goede politieke connecties in China. Hij is getrouwd met een kleindochter van de voormalige Chinese president Deng Xiaoping. 

## Internationale acquisities
In 2014 nam Anbang de Belgische verzekeraar FIDEA over. In 2014 toonde Anbang Insurance Group belangstelling voor de overname van Delta Lloyd Bank België. Anbang wilde er 219 miljoen euro voor betalen en veranderde na de overname in 2015 de naam in Bank Nagelmackers.
In 2014 kocht Anbang het Waldorf Astoria Hotel in New York van Blackstone voor 1,95 miljard dollar.
In 2015 verwierf Anbang de Nederlandse verzekeraar VIVAT van de Nederlandse staat. Anbang betaalde 150 miljoen euro in contanten en kwam overeen tussen 770 miljoen en 1 miljard euro te injecteren, bovenop een overname van 550 miljoen euro aan schulden.
In 2015 verwierf Anbang 57,5% in Tongyang Life in Zuid-Korea voor 1 miljard dollar. Het was de eerste gerapporteerde directe investering van een Chinese instelling in een Zuid-Koreaanse financiële instelling.
In november 2015 werd de overname van Fidelity & Guaranty Life in Iowa door Anbang aangekondigd. De prijs bedroeg 1,57 miljard dollar.
In maart 2016 ging Blackstone ermee akkoord 16 gereputeerde hotels in de Verenigde Staten te verkopen voor een bedrag van 6,5 miljard dollar, eigendom van Strategic Hotels & Resorts. Het betrof Hotel del Coronado in San Diego, Westin St. Francis in San Francisco, verscheidene Four Seasons-filialen en het hotel JW Marriott Essex House in New York.

## Onder staatstoezicht
In juni 2017 werd de oprichter Wu Xiahou gearresteerd op verdenking van fraude. Anbang is de laatste jaren onstuimig gegroeid door buitenlandse overnames en het vermoeden bestaat dat Anbang verzekeringspremies gebruikte om deze aankopen te financieren. Dit is overigens niet verboden in China, maar in combinatie met de financiering met kortetermijnleningen tegen hoge rentes kwam Anbang in het vizier van de toezichthouder. In maart gaf hij zijn fraude toe. In mei 2018 werd Wu Xiaohui veroordeeld tot 18 jaar cel voor corruptie en fraude. Een deel van de miljarden stak hij in eigen zak en volgens de Chinese staatsmedia is ongeveer 1,4 miljard euro van Wu in beslag genomen.
In februari 2018 werd Anbang door de Chinese toezichthouder op het verzekeringswezen China Insurance Regulatory Commission (CIRC) onder curatele gesteld. De CIRC laat een commissie van 31 leden alle bestuursactiviteiten voor minimaal een jaar overnemen.
In april 2018 kreeg Anbang een financiële injectie van 60,8 miljard yuan (ca. US$ 9,7 miljard). Het geld was nodig nadat de fraude van Wu Xiahou bekend werd. Met het geld verbetert de positie van de polishouders aldus de CIRC, maar ook van de banken die Anbang geld hebben geleend. Het geld komt van de China Insurance Security Fund, een fonds waar alle verzekeraars geld inleggen en waarmee grote verzekeraars in moeilijkheden mee worden gered.